# Теофіпольський цукровий завод
Теофіпольський цукровий завод, Теофіпольська енергетична компанія
Адреса потужностей: вул. Жовтнева, 12, смт. Теофіопіль, Хмельницька область, Україна, 30601.
Компанія «Теофіпольський цукор» має всі необхідні можливості для забезпечення високої рентабельності цукрових буряків. Процес вирощування цукрового буряка в компанії є високотехнологічним і повністю автоматизованим, збирання та переробка врожаю забезпечується власним цукровим заводом.
Теофіпольський цукровий завод був вперше запущений в 1975 році. На той час це був найбільший цукровий завод у Радянському Союзі.
Протягом останніх 44 років завод пережив чимало історичних подій та зазнав значних технологічних змін — від часткової модернізації і до майже повного занепаду в середині 90-х.
Впродовж періоду роботи заводу від пуску і до теперішнього часу було проведено декілька часткових реконструкцій в технологічному процесі з заміною обладнання. Встановлено 2 преси глибокого віджиму жому Babbini, пульповловлювачі барабанні польські дифузійного соку та жомопресової води, фільтрпреса суспензії соку І сатурації.
Проведено реконструкцію вакуум-апаратів І-ІІІ продуків збільшення поверхні нагріву з 400 до 565 м2, модернізовано автоматизацію варки утфелів. Замінено центрифуги І-ІІІ продукту на нові фірми ВМА та багато інших нововведень.
Одночасно з технічним вдосконаленням велика увага приділялась вдосконаленню організації виробництва. Із 1992 року на підприємстві впроваджено цехову структуру виробництва з організацією наступних цехів: бурякопереробний цех, цех приготування вапнякового молока, очистки і випарювання соку, продуктовий цех, цех приймання і відвантаження цукру, цех біологічної очистки води, цех КВП та А, ТЕЦ та інші.
30 вересня 2017 року на території Теофіпольського цукрового заводу почав виробляти електроенергію другий за величиною в Україні біогазовий комплекс потужністю 5,1 МВт.
У планах на наступні роки реконструкція теплової схеми з установкою 2-х плівкових корпусів випарної станції, продовження ізоляції технологічного обладнання і трубопроводів з температурою стінок більше 40 °С ( на дільницях продуктового і сокоочисного цеху), введення в експлуатацію 2-ї черги біогазового комплексу потужністю 10,6 МВт. Збільшення потужності до 7 тис. т/добу.
Поточна потужність складає 6,4 тис. т/добу. На підприємстві виробляється цукор, меляса, жом та товарне вапно.